# Tatort: Unten im Tal
Unten im Tal ist ein Fernsehfilm aus der Krimireihe Tatort. Der von SWR produzierte Beitrag ist die 1225. Tatort-Episode und wurde am 12. Februar 2023 im SRF, im ORF und im Ersten ausgestrahlt. Die Freiburger Ermittlerin Franziska Tobler ermittelt ihren zehnten Fall, ihr Kollege Friedemann Berg seinen neunten.

## Handlung
Die Kommissare Berg und Tobler ermitteln in einem zurückliegenden nicht aufgeklärten Fall. Vor 15 Jahren verschwand die 15-jährige Rosa Winterfeld nach einem Streit mit Axel, dem mutmaßlichen Vater ihres Kindes, spurlos. Das Kind, Antonia, ist nun im selben Alter wie ihre Mutter damals, als Rosas sterbliche Überreste am Ufer eines nahe gelegenen Sees entdeckt werden. Der wegen Sexualdelikten vorbestrafte Werner Tröndle gehört damals wie heute zu den Verdächtigen. Aber auch Axel, der bis heute wenig Kontakt zu Antonia hat, die bei ihren Großeltern lebt, hätte nach dem damaligen Streit ein Motiv gehabt. Rosas damalige beste Freundin Elif schenkt Antonia Erinnerungsstücke an ihre Mutter, wird von Antonias Großeltern aber schroff abgewiesen. Elif schreibt Antonia einen Brief, wenig später wird ihre Leiche gefunden.
Tobler findet mithilfe der Gerichtsmedizin und einer im See gefundenen Flasche heraus, dass Rosa sich offensichtlich mit Unkrautvernichter am See das Leben genommen hatte. Werner Tröndle, der Rosa als letzter lebend gesehen hatte, fand ihre Leiche und begrub sie aus Angst, für Rosas Tod verdächtigt und verurteilt zu werden. Am Abend nach einer Trauerfeier für Rosa erhält Antonia Elifs Brief, in dem diese ihr mitteilt, dass sie und Axel am Abend von Rosas Verschwinden auf der Suche nach Rosa waren, sie aber nicht finden konnten. Elif deutet auch an, dass Axel nicht Antonias Vater sei. Währenddessen erkennt Berg bei einer erneuten Durchsicht der Beweismaterialien einen Zusammenhang zwischen Elifs verstörter Reaktion während einer vorangegangenen Vernehmung und dem plötzlichen Auftauchen von Rosas Vater. Des Weiteren stellt er anhand der Blutgruppen von Rosa, Axel und Antonia fest, dass Axel nicht Antonias Vater sein kann. Tobler und Berg vernehmen Antonias Großeltern erneut und konfrontieren die beiden mit dem sexuellen Missbrauch an Rosa durch ihren Vater. Um dieses Geheimnis zu wahren, tötete Antonias Großmutter Elif, die angedroht hatte, die Wahrheit preiszugeben.

## Hintergrund
Der Film wurde vom 9. November 2021 bis zum 14. Dezember 2021 in Menzenschwand (Schwarzwald) und Baden-Baden gedreht. Die Premiere erfolgte am 29. August 2022 auf dem Festival des deutschen Films in Ludwigshafen am Rhein.

## Rezeption

### Kritiken
Christian Buß vom Spiegel fasst „Unten im Tal“ als „Temperatursturz-Tatort mit Timingproblemen“ zusammen und vergibt 6 von 10 Punkten.

### Einschaltquoten
Bei der Erstausstrahlung von Tatort: Unten im Tal am 12. Februar 2023 verfolgten in Deutschland insgesamt 8,63 Millionen Zuschauer die Filmhandlung, was einem Marktanteil von 27,3 Prozent für Das Erste entsprach. In der als Hauptzielgruppe für Fernsehwerbung deklarierten Altersgruppe von 14–49 Jahren erreichte Unten im Tal 1,87 Millionen Zuschauer und damit einen Marktanteil von 23,2 Prozent.